# Dolores (Hiszpania)
Dolores – gmina w Hiszpanii, w prowincji Alicante, we wspólnocie autonomicznej Walencja, o powierzchni 18,7 km². W 2011 roku liczyła 7362 mieszkańców.